# Valcău de Jos
Valcău de Jos (en hongrois Alsóvalkó) est une commune roumaine du județ de Sălaj, dans la région historique de Transylvanie et dans la région de développement du Nord-ouest.

## Géographie
La commune de Valcău de Jos est située dans le sud-ouest du județ, à la limite avec le județ de Bihor, sur le cours supérieur de la rivière Barcău, dans les Monts Plopiș, à 18 km au sud de Șimleu Silvaniei et à 45 km au sud-ouest de Zalău, le chef-lieu du județ.
La municipalité est composée des six villages suivants (population en 2002) :
- Lazuri (289) ;
- Preoteasa (698) ;
- Ratovei (76) ;
- Sub Cetate (414)
- Valcău de Jos (909), siège de la commune ;
- Valcău de Sus (916).

## Histoire
La première mention écrite de la commune date de 1249 sous le nom de Valko. L'étymologie du onm de la commune fait référence au mot slave vlk signifiant loup.
La commune, qui appartenait au royaume de Hongrie, faisait partie de la principauté de Transylvanie et elle en a donc suivi l'histoire. Au XIVe siècle, un château y est construit. Il a été assiégé par l'empereur Sigismond Ier du Saint-Empire en 1404 et détruit par les armées ottomanes en 1665.
Après le compromis de 1867 entre Autrichiens et Hongrois de l'empire d'Autriche, la principauté de Transylvanie disparaît et, en 1876, le royaume de Hongrie est partagé en comitats. Valcău de Jos intègre le comitat de Szilágy (Szilágymegye).
À la fin de la Première Guerre mondiale, l'Empire austro-hongrois disparaît et la commune rejoint la Grande Roumanie.
En 1940, à la suite du deuxième arbitrage de Vienne, elle est annexée par la Hongrie jusqu'en 1944. Elle réintègre la Roumanie après la Seconde Guerre mondiale.

## Politique
| Période                                  | Période  | Identité   | Étiquette | Qualité |
| ---------------------------------------- | -------- | ---------- | --------- | ------- |
| Les données manquantes sont à compléter. |          |            |           |         |
| 2016                                     | En cours | Ioan Roșan | PDL, PNL  |         |

| Parti | Parti                                            | Sièges |
| ----- | ------------------------------------------------ | ------ |
|       | Parti national libéral (PNL)                     | 5      |
|       | Parti social-démocrate (PSD)                     | 4      |
|       | Alliance des libéraux et démocrates (ALDE)       | 3      |
|       | Parti national paysan chrétien-démocrate (PNȚCD) | 1      |

## Religions
En 2002, la composition religieuse de la commune était la suivante :
- Chrétiens orthodoxes, 87,64 % ;
- Grecs-Catholiques, 4,20 % ;
- Réformés, 2,787 % ;
- Baptistes, 2,69 % ;
- Pentecôtistes, 2,18 %.

## Démographie
En 1910, à l'époque austro-hongroise, la commune comptait 2 635 Roumains (87,48 %), 291 Hongrois (9,66 %), 37 Allemands (1,23 %) et 49 Tsiganes (1,63 %).
En 1930, on dénombrait 3 121 Roumains (87,28 %), 237 Hongrois (6,63 %), 112 Juifs (3,13 %), 85 Tsiganes (2,38 %) et 21 Slovaques (0,59 %).
En 1956, après la Seconde Guerre mondiale, 3 859 Roumains (93,33 %) côtoyaient 276 Hongrois (6,67 %).
En 2002, la commune comptait 2 909 Roumains (88,09 %), 105 Hongrois (3,17 %) et 287 Tsiganes (8,69 %). On comptait à cette date 1 210 ménages et 1 408 logements.
| 1850  | 1880  | 1900  | 1910  | 1920  | 1930  | 1941  | 1956  | 1966  |
| ----- | ----- | ----- | ----- | ----- | ----- | ----- | ----- | ----- |
| 1 970 | 2 054 | 2 713 | 3 012 | 2 956 | 3 576 | 4 051 | 4 135 | 4 152 |

| 1977  | 1992  | 2002  | 2007  | - | - | - | - | - |
| ----- | ----- | ----- | ----- | - | - | - | - | - |
| 3 963 | 3 599 | 3 302 | 3 283 | - | - | - | - | - |

## Économie
L'économie de la commune repose sur l'agriculture, l'élevage et l'artisanat. La commune possède un potentiel touristique conséquent (montagnes environnantes, églises, ruines du château de Valcău de Sus).

## Communications

### Routes
- Valcău de Jos est située sur la route régionale DJ191D qui mène vers Boghiș et Nușfalău au nord-est et Sâg au sud-est.